# 国連砂漠化対処条約
国際連合砂漠化対処条約（こくさいれんごうさばくかたいしょじょうやく、英語: United Nations Convention to Combat Desertification、略称：UNCCD）は、1992年の国連総会において「政府間交渉委員会」の設置が合意され、1994年の第五回会合にて条約が採択され、1996年12月に発効した。現在は2007年第8回締約国会合（COP8）で採択された条約実施向上の枠組みとなる10ヵ年戦略計画に基づき、貧困の削減および環境の持続を支えるため、砂漠化・土地の劣化の反転と防止、干ばつによる影響の軽減を目標としたグローバルパートナーシップの促進を目指している。
なお、国連総会で採択された正式名称はUnited Nations Convention to Combat Desertification in Those Countries Experiencing Serious Drought and/or Desertification, Particularly in Africa（UNCCD）である。

## 経緯
1977年に開催された国連砂漠化会議（United Nations Conference on Desertification, UNCOD）において砂漠化防止行動計画が採択されたものの、土壌劣化、砂漠化はむしろ進んでいることが1991年の国連環境計画により報告される。その結果1992年、ブラジルのリオデジャネイロで行われた国連環境開発会議（地球サミット UNCED）において土壌劣化、砂漠化防止の新たな枠組みを作ることが採択された。同年、国連総会で深刻な干ばつ又は砂漠化に直面している国（とくにアフリカの国）における砂漠化の防止のための国際条約の設置が正式決定された（決議47/188）。
その後、準備期間を経て1994年6月17日にフランスのパリで条約が採択、1996年12月26日に発効した。2020年現在において条約締約国、批准国ないしグループ は197である。

## 内容
この条約は、砂漠化の影響を受ける地域における持続可能な開発の達成に寄与するため、国際協力及び連携によって支援されるすべての段階の効果的な行動により深刻な干ばつ又は砂漠化に直面する国（特にアフリカの国）において砂漠化に対処、及び干ばつの影響を緩和することを目的とする。目的の達成には、砂漠化の影響を受ける地域において土地の生産性の向上並びに土地及び水資源の回復、保全及び持続可能な管理に同時に焦点を合わせた長期的かつ総合的な戦略、特に地域社会における生活条件の改善が必要である。

## 組織と会合
締約国会議（the Conference of the Parties, COP）が最高意思決定機関であり、1997年にローマで開催された第1回会議後、2年毎を目処に開催されている。条約の実施においては以下の組織が締約国会議を支える。
- 条約事務局 - 第1回締約国会議に基づき1999年に設立。本部はドイツのボンにある。事務局は締約国会議およびその補助組織をサポートする役割を担う。また、条約の国や地域レベルでの実施を促進する。
- 条約実施検討委員会（Committee for the Review of the Implementation of the Convention、 CRIC） –　第5回締約国会議に基づき設立。委員会は締約国から提出された国別条約実施行動計画の報告書を検討、分析する。
- 科学技術委員会（Committee on Science and Technology、CST） – 砂漠化対処及び干ばつの影響を緩和することに関連する科学的及び技術的事項に関する情報及び助言を締約国会議に提供する締約国会議の補助機関として設置される。
- グローバルメカニズム（Global Mechanism、GM） – 砂漠化に直面している途上国への資金供与の仕組みや効率性を高めることを目的として設立された。締約国会議の管理及び指導の下に活動し、並びに締約国会議に対して責任を負う。
- この他、2003年より地球環境ファシリティ（Global Environment Facility、GEF）がUNCCDの資金メカニズムとなり、2010年以降全ての有資格国が条約実施において必要な資金アクセスを提供している。
- 2022年、条約事務局長イブラヒム・ティアウはコスタリカのアンドレア・メサを条約の副事務局長に任命する[2]。

## 締約国会議
1. 第1回締約国会議（COP1） - 1997年9月29日 - 10月10日イタリア ローマ
2. 第2回締約国会議（COP2） - 1998年11月30日 - 12月11日セネガル ダカール
3. 第3回締約国会議（COP3） - 1999年11月15 - 26日ブラジル レシフェ
4. 第4回締約国会議（COP4） - 2000年12月11 - 22日ドイツ ボン
5. 第5回締約国会議（COP5） - 2001年10月1 - 12日スイス ジュネーブ
6. 第6回締約国会議（COP6） - 2003年8月25日 - 9月5日キューバ ハバナ
7. 第7回締約国会議（COP7） - 2005年10月17 - 28日ケニヤ ナイロビ
8. 第8回締約国会議（COP8） - 2007年9月3 - 14日スペイン マドリッド
9. 第1回締約国臨時会議（COP ES-1） - 2007年11月26日アメリカ合衆国 ニューヨーク
10. 第9回締約国会議（COP9） - 2009年9月21日 - 10月2日アルゼンチン ブエノスアイレス
11. 第10回締約国会議（COP10） - 2011年10月10 - 21日韓国 昌原
12. 第11回締約国会議（COP11） - 2013年9月16 - 27日ナミビア ウィントフック
13. 第12回締約国会議（COP12） - 2015年10月12 - 23日　トルコ　アンカラ
14. 第1３回締約国会議（COP1３） - 2017年９月4 - 15日　中華人民共和国　内モンゴル自治区　オルドス市